# Chiesa di Sant'Andrea Apostolo (Venezia, Favaro Veneto)
La chiesa di Sant'Andrea Apostolo è una parrocchiale di Favaro Veneto, in città metropolitana e patriarcato di Venezia, e considerabile il duomo del paese.

## Storia
Fin dal 1242 è documentata la pieve di Favaro Veneto. Si sa che una nuova chiesa venne edificata alla fine del XIV secolo. 
La nuova chiesa venne costruita su progetto di Pietro Saccardo tra il 1874 e il 1924, e fu consacrata il 24 luglio dal beato Andrea Giacinto Longhin del medesimo anno.

## Descrizione
La facciata della chiesa si presenta divisa su due ordini. In quello inferiore centralmente vi è l'ingresso principale con portale avente stipiti a forma di pilastri culminanti da capitelli ionici, sopra i quali si poggia l'architrave che sorregge il timpano a tutto sesto. L'ordine superiore è tripartito da lesene che ospitano tre nicchie centinate. Questa è coronata dal timpano triangolare.
L'interno è a un'unica navata sulla quale si aprono quattro cappelle laterali.

## Campanile
Vicino alla chiesa è il campanile, alto 57,62 m e notevolmente pendente (lo strapiombo in sommità misura 146 cm).